# مواد جاذب رادار

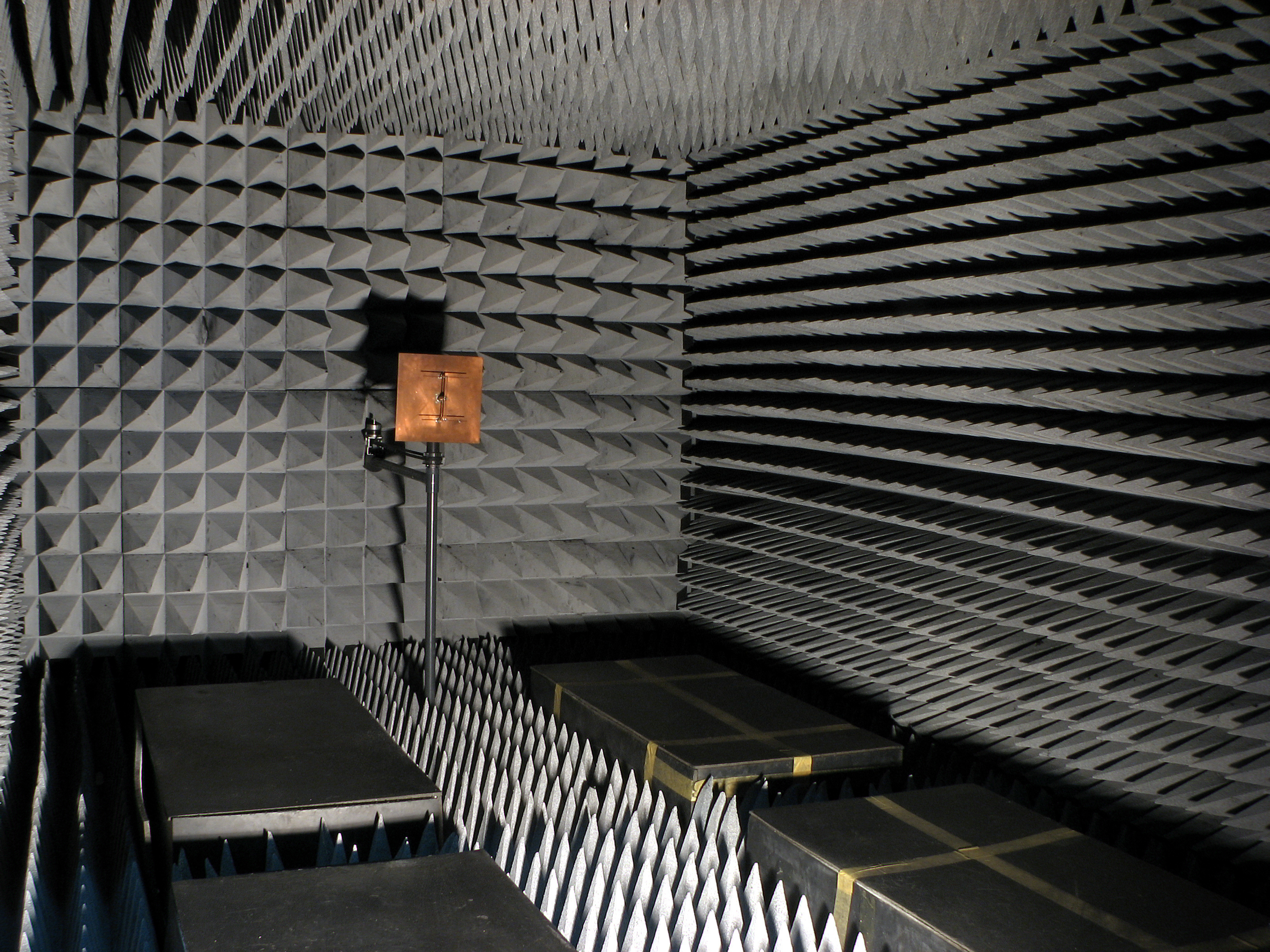
یک محفظه آنکوئیک RF که برای آزمایش EMC استفاده می شود.

مواد جاذب رادار موادی هستند که در تکنولوژی پنهان کردن برای پنهان کردن یک وسیله یا یک شی از امواج رادار استفاده می‌شود. میزان جذب امواج رادار در یک فرکانس مشخص بستگی به ساختار مادهٔ جاذب دارد. این مواد به طور کامل نمی‌توانند امواج را جذب کنند و همچنین ماده‌ای وجود ندارد که بتواند تمام فرکانس‌های رادار را جذب کند.
یک اشتباه مرسوم این است که برخی فکر می‌کنند این مواد می‌توانند اشیا را در برابر امواج رادار نامرئی کنند در صورتی که آنها فقط میزان سطح مقطع راداری اشیا را در یک فرکانس مشخص کاهش می‌دهند.

## تاریخچه
اولین بار آلمان از مواد جاذب رادار به عنوان یک پوشش در طول جنگ جهانی دوم برای پریسکوپ و لولهٔ تنفسی در زیردریایی‌ها استفاده کرد تا انعکاس باند رادار را از ۲۰ سانتی متری کاهش دهد. این مواد ساختار لایه‌ای داشتند و بر پایهٔ ذرات گرافیت و دیگر مواد نیمه رسانا ساخته شده بودند که در یک محفظهٔ لاستیکی جاسازی شده است.